# (30725) Klimov
(30725) Klimov est un astéroïde de la ceinture principale.

## Description
(30725) Klimov est un astéroïde de la ceinture principale. Il fut découvert le 26 septembre 1978 à Naoutchnyï par Lioudmila Jouravliova. Il présente une orbite caractérisée par un demi-grand axe de 2,42 UA, une excentricité de 0,19 et une inclinaison de 2,6° par rapport à l'écliptique.

## Compléments